# Martin Kellerman
Pour les articles homonymes, voir Kellerman.
Martin Kellerman (né le 24 décembre 1973, à Växjö) est un auteur de bande dessinée suédois, surtout connu pour le comic strip Rocky.

## Biographie
Kellerman crée en 1998 son œuvre la plus célèbre et en partie autobiographique Rocky. Ces strips brossent le portrait d'un jeune chien, les personnages étant animaliers, qui vit à Stockholm et ne pense qu'à faire la fête avec ses copains et se taper des nanas.

## Prix
- 2000 : Prix Urhunden du meilleur album suédois pour Rocky
- 2001 :  Prix Sproing de la meilleure bande dessinée étrangère pour Rocky
- 2003 : Prix Adamson du meilleur auteur suédois pour l'ensemble de son œuvre

## Publications en français
- Rocky : La Grande revanche, Carabas, 2007.
- Rocky, Huber, 2016.